# Canyamars
Canyamars – miejscowość w Hiszpanii, w Katalonii, w prowincji Barcelona, w comarce Maresme, w gminie Dosrius.
Według danych INE z 2004 roku miejscowość zamieszkiwało 1 006 osób.